# Nagai Kenszuke
Nagai Kenszuke (永井謙佑; Hepburn: Kensuke Nagai; Fukujama, 1989. március 5. –) japán labdarúgó, a Nagoya Grampus csatára.